# Aarne Lindholm
Aarne Lindholm (Karl Aarne Lindholm; * 12. Februar 1889 in Laihia; † 19. Juli 1972 in Vaasa) war ein finnischer Langstreckenläufer.
Bei den Olympischen Spielen 1912 in Stockholm erreichte er im Crosslauf nicht das Ziel. Über 5000 m und im 3000-Meter-Mannschaftsrennen schied er im Vorlauf aus.
Seine persönliche Bestzeit über 5000 m von 15:57,8 min stellte er am 26. Mai 1912 in Helsinki auf.